# The Order of the Stick
The Order of the Stick (с англ. — «Орден палки») — веб-комикс, посвященный настольным ролевым играм, созданный и развиваемый Ричардом Бёрлью. Переводится энтузиастами на русский язык.

## Краткое описание
Идея комикса — изобразить мир фэнтезийной ролевой игры типа Dungeons & Dragons глазами игровых персонажей. Комедийная составляющая вращается вокруг конфликтов строгой игровой механики и реальной жизни. Однако, начавшись как чисто юмористический, сюжет развился в самоценное повествование, оброс предысториями, побочными линиями и персонажами второго плана, такими, как стереотипные «злые двойники» героев, «Палочная Гильдия» (англ. linear guild), возглавляемая злым братом-близнецом Элана Налэ (Имя «Elan», прочитанное наоборот).

## Сюжет
Комикс повествует о похождениях группы путешественников, начинающихся в подземелье, выстроенном исчезнувшим при таинственных обстоятельствах магом Доруканом, в котором ныне обосновался могущественный лич Зикон (Xykon). После поражения ему всё же удаётся спастись, но герои, не зная этого, отправляются на поиски дальнейших приключений. После побочного приключения, Орден попадает в засаду Мико Миядзаки, фанатичной женщины-паладина, которая берёт их в плен. Вместе с ней команда приходит в Лазурный Город, крепость доблестных паладинов, управляемую лордом Сёдзё. В городе команда успешно проходит «испытание богов», которое, к неудовольствию Мико Миядзаки, доказывает их невиновность. В то же время, собравший новую мощную армию Зикон идёт войной на Лазурный Город. Орден терпит сокрушительное поражение, в ходе которого его члены оказываются разделены, а Рой погибает. После скитаний герои вновь объединяются, а Даркон воскрешает Роя. Тем временем Ваарсувиус, страстно желая найти оставшихся членов Ордена (а также столкнувшись с чёрным драконом, угрожающим уничтожить их с Инкайриусом семью и детей), соглашается на тёмный ритуал «Соединение Душ», в ходе которого получает неограниченную мистическую власть. По завершении ритуала Ви решает раз и навсегда уничтожить Зикона, но терпит поражение и чудом спасается. Затем Орден пускается на новое приключение — спасти отца Хейли из лап злой красной драконихи Кровавой Госпожи (Empress of Blood). В ходе приключения Элан встречает своего давно потерянного отца Тарквина (Tarquin), который оказывается злодеем и пленит Роя и Белькара, но в ходе гладиаторских поединков между узниками они освобождаются и воссоединяются с отрядом. Теперь их задача — успеть помешать Зикону получить контроль над вратами к темнице, где заключено древнее Зло.

## Публикация
Автор регулярно выкладывает свежие страницы комикса на своем сайте, Giant In The Playground, на котором также можно найти первую книгу другого веб-комикса посвященного настольным ролевым играм, Erfworld-а. Кроме того, имеются бумажные выпуски, содержащие как основные части с сайта, так и дополнительные главы распространяемые в том числе через основанный Барлью интернет-магазин. Также Рич Барлью разработал и выпустил настольную игру по мотивам комикса, Орден Палки: Подземелье Дорукана англ. The Order of the Stick Adventure Game: The Dungeon of Dorukan. Выручка от продажи книг и других товаров составляют основной доход автора, таким образом комикс является профессиональным.
22 января 2012 года Рич начал кампанию по сбору средств для выпуска нового тиража одной из своих книг, «The Order of the Stick: War and XPs» на сайте Kickstarter. Кампания прошла чрезвычайно успешно, было собрано 1 254 120 долларов США, что более чем в 20 раз превысило искомую сумму, на момент завершения кампания заняла второе место среди всех проектов Kickstarter по вырученным средствам.
На сайте fantasyland.info публикуется любительский перевод комикса на русский язык, который, однако, остановился на стрипе 773. В 2016 году пользователь Ingwar начал выкладывать на сайте Pikabu альтернативный перевод, который по состоянию на 2021-04-17 включал все выпущенные 1230 стрипов.

## Награды и отзывы
Комикс отмечен многочисленными наградами, такими, как Eagle Awards как избранный веб-комикс 2008 года, пятью en:The Web Cartoonists' Choice Awards за разные годы и другими.